# Physocarpus monogynus
Espèce
Classification phylogénétique
Physocarpus monogynus est une espèce de plantes à fleurs du genre Physocarpus et de la famille des Rosaceae d'origine nord-américaine.

## Description
Physocarpus monogynus atteint une hauteur de 1,2 mètre et une largeur légèrement supérieure. Les feuilles sont vert terne au-dessus et au-dessous, avec 3 à 5 lobes à double denture, ressemblant à des feuilles de groseilliers. L'écorce est brunâtre et déchiquetée, laissant apparaître de nombreuses couches comme les autres physocarpes.
En mai ou juin, les fleurs sont blanches ou roses, à cinq pétales reposant dans une structure en corymbe. Les fleurs ont un stigmate, d'où le nom monogynus (littéralement "une partie féminine"). Elles virent au brun rouge et restent sur la plante en hiver. Les gousses sont gonflées et recouvertes de poils blancs. Les graines sont en forme de haricot, mesurent environ 2 mm de long et sont jaunâtres brillantes et brillantes.

## Répartition
Physocarpus monogynus est présent du nord du Mexique et de l'ouest du Texas jusqu'au nord du Montana et du Dakota du Sud, et à l'ouest du Nevada,.
La plante pousse sur des pentes ombragées comme des canyons ou faisant face au nord, à une altitude de 1 700 à 3 000 m.
L'habitat typique, du moins dans la partie sud de son aire de répartition, est dominé par le pin ponderosa et des chênes (Quercus emoryi, Quercus gambelii, Quercus turbinella).

## Écologie
La chèvre des montagnes Rocheuses mange les brindilles lorsque de plus petites plantes sont cachées sous la neige.

## Usage
Les Indiens fabriquent un cataplasme soulageant la douleur en faisant bouillir les racines et en le plaçant sur la plaie.